# Morgan Lee
Morgan Lee (Illinois, 26 de marzo de 1993) es una actriz pornográfica estadounidense.

## Vida privada
Morgan creció en una estricta familia cristiana. De adolescente, ella dijo que no tenía ningún interés en la pornografía y que todavía hoy esta descubriendo cosas que no pudo hacer en su temprana edad.

## Carrera
Lee entró en la industria del cine para adultos en el año 2014 en torno a la edad de 21 años. En 2015, fue víctima de violencia doméstica cuando su novio, el cantante Clover, fue detenido por golpearle, quien también fue arrestado bajo el cargo de posesión de cocaína.

## Premios y nominaciones
| Año  | Ceremonia           | Resultado | Premio                                | Película                |
| ---- | ------------------- | --------- | ------------------------------------- | ----------------------- |
| 2015 | Premios Night Moves | Ganadora  | Best New Starlet (Editor's Choice)    |                         |
| 2016 | Premios AVN         | Nominada  | Best New Starlet                      | —                       |
| 2016 | Premios AVN         | Nominada  | Fan Award: Hottest Newcomer           | —                       |
| 2016 | Premios XBIZ        | Nominada  | Mejor actriz revelación               | —                       |
| 2017 | Premios AVN         | Nominada  | Mejor escena de sexo lésbico en grupo | Ghostbusters XXX Parody |
| 2017 | Premios AVN         | Nominada  | Mejor escena de sexo oral             | Facialized 3            |